# Kaba Gassama Cissokho
Kaba Gassama Cissokho (Granollers, 16 d'agost de 1997) és una jugadora catalana d'handbol del Fleury Loiret Handball, i de la selecció espanyola, amb qui va debutar l'any 2017 en dos partits amistosos a Romania de la mà del seleccionador Carlos Viver.

## Trajectòria
Gassama va néixer a Granollers de pares senegalesos i és la tercera de quatre germans. El seu germà gran, Mamadou Gassama, també és jugador d'handbol, la seva germana petita, Goundo Gassama, juga a l'equip infantil i el seu altre germà, Sekou Gassama, és futbolista.
Kaba Gassama va iniciar-se amb l'handbol als dotze anys en el Torneig CoAliment, una trobada escolar on més d'un miler d'infants d'entre sis i dotze anys fan el primer contacte amb aquest esport. Juga en la posició de pivot i les seves jugadores referents són la canària Marta Mangué i la capverdiana Xandri Barbosa.
La temporada 2019-2020 fou nominada, juntament amb les seves companyes d'equip Giulia Guarieiro i Ona Vegué, a l'equip ideal de la Lliga Iberdrola. El procés d'elecció de les nominades es realitzà a través d'una primera selecció realitzada exclusivament pels entrenadors dels 12 equips que disputaren la temporada de Lliga.
Al novembre del 2020 es va anunciar el seu fitxatge pel Nantes Atlantique després que el club francès pagués la clàusula de rescissió.